# Leo de Boer
Leo de Boer, né le 3 janvier 1953 à Amstelveen, est un réalisateur et  scénariste néerlandais.

## Filmographie
- 1978 : In de ban van sirenen
- 1984 : The Road to Bresson[2]
- 1987 : For Anne Lovett 1968–1984
- 1994 : Op het Noorden
- 1996 : De Ruslui
- 1997 : Engelen des doods
- 1998 : Angels of Death
- 1999 : he red stuff
- 1999 : Dromen in Oktober
- 2000 : The Red Stuff[3]
- 2000 : De trein naar Grozny
- 2001 : Onder Moskou
- 2005 : De rode jaren
- 2009 : Bikkel
- 2010 : Dichter bij Tanja
- 2012 : I Want My Money Back[4]
- 2016 : Boudewijn Büch, verdwaald tussen feit & fictie